# Serhij Łebid
Serhij Łebid´ (ukr. Сергій Петрович Лебідь; ur. 15 lipca 1975 w Prindieprowsku, obecnie dzielnicy Dniepru) – ukraiński lekkoatleta, długodystansowiec.

## Osiągnięcia sportowe
Podczas młodzieżowych mistrzostw Europy w 1997 w Turku zdobył srebrny medal w biegu na 10 000 metrów. Jako senior zdecydowanie największe sukcesy odnosił w biegu przełajowym. Zdobył w nim srebrny medal na długim dystansie podczas mistrzostw świata w 2001 w Ostendzie. Startował we wszystkich dotychczasowych 17 edycjach mistrzostw Europy (stan na 2010), zdobywając medale w 12 z nich. Zdobywał indywidualne złote medale dziewięć razy: w Ferrarze (1998), Thun (2001), Medulinie (220), Edynburgu (2003), Heringsdorfie (2004), Tilburgu (2005), Toro (2007), Brukseli (2008) i Albufeira 2010). Był również wicemistrzem w Malmö (2000) oraz brązowym medalistą w Oeiras (1997) i Dublinie (2009). Zdobył również brązowy medal drużynowo w Tilburgu w 2005.
Na zawodach rozgrywanych na stadionie nie osiągnął takich sukcesów, jak w przełajach, ale także był liczącym się zawodnikiem. Na halowych mistrzostwach Europy w 1998 w Walencji zajął 5. miejsce w biegu na 3000 metrów. Na mistrzostwach Europy w 1998 w Budapeszcie zajął 15. miejsce w finale biegu na 5000 metrów. Na mistrzostwach świata w 1999 w Sewilli odpadł w eliminacjach na tym dystansie. Zwyciężył w biegu na 5000 metrów na letniej uniwersjadzie w Palma de Mallorca.
Na igrzyskach olimpijskich w 2000 w Sydney zajął 7. miejsce w finale biegu na 5000 metrów. Na mistrzostwach świata w 2001 w Edmonton ponownie odpadł w eliminacjach na 5000 metrów. Ponownie zwyciężył na 5000 metrów na letniej uniwersjadzie w 2001 w Pekinie. Na mistrzostwach Europy w 2002 w Monachium zdobył brązowy medal na tym dystansie. Po raz trzeci z rzędu zdobył złoty medal na 5000 m na letniej uniwersjadzie w 2003 w Daegu. Na halowych mistrzostwach świata w 2004 w Budapeszcie zajął 12. miejsce w finale biegu na 3000 metrów.
Na igrzyskach olimpijskich w 2004 w Atenach odpadł w eliminacjach biegu na 5000 metrów, podobnie jak na mistrzostwach świata w 2005 w Helsinkach. Zwyciężył w biegu na 5000 metrów podczas superligi pucharu Europy w 2006. Na mistrzostwach Europy w tym samym roku w Göteborgu wystąpił w biegu na 10 000 metrów, w którym zajął 5. miejsce. Nie ukończył biegu eliminacyjnego na 3000 metrów na halowych mistrzostwach Europy w 2009 w Turynie. Podczas drużynowych mistrzostw Europy w 2009 w Leirii zajął 3. miejsce na 5000 m, które powtórzył w 2010 w Bergen. W 2012 zajął 9. miejsce w finale biegu na 5000 metrów podczas mistrzostw Europy w Helsinkach. Odpadł w eliminacjach tej konkurencji na igrzyskach olimpijskich w 2012 w Londynie.
Zdobył mistrzostwo Ukrainy w biegu na 1500 metrów w 1998 i 2005, na 5000 m w 1995, 1996, 1999, 2000, 2001, 2003, 2004 i 2009 oraz na 10 000 m w 2003, 2007 i 2008. Wielokrotnie zdobywał także złote medale halowych mistrzostw Ukrainy.

## Rekordy życiowe

### Na otwartym stadionie
- bieg na 1500 metrów – 3:38,44 (Kijów 2005)
- bieg na 3000 metrów – 7:35,06 (Monako 2002) rekord Ukrainy
- bieg na 5000 metrów – 13:10,78 (Berlin 2002) rekord Ukrainy
- bieg na 5 kilometrów – 13:35 (Balmoral 2004) rekord Ukrainy
- bieg na 10 000 metrów – 28:09,71 (Praga 2006)
- bieg na 10 kilometrów – 27:58 (Houilles 2007) rekord Ukrainy

### W hali
- bieg na 1500 metrów – 3:44,00 (Lwów 1998)
- bieg na 3000 metrów – 7:41,01 (Peania 2004) rekord Ukrainy
- bieg na 2 mile – 8:21,57 (Birmingham 2001) rekord Ukrainy